# British Standards Institution
British Standards Institution, BSI o BSI Group, es una multinacional con sede en Londres, cuyos objetivos principales se incluyen la certificación, auditoría y formación en las normas para estandarizar procesos. Forma parte de la Organización Internacional de Normalización (ISO) y proveedor de estas, entre las que destaca las ISO 9000, ISO 14000, ISO 27000.

## Historia
El 22 de enero de 1901, Sir John Wolfe-Barry, el ingeniero que diseñó el Puente de la Torre de Londres, solicitó crear un comité para normalizar las secciones de acero y hierro para la industria metalúrgica al Consejo de la Institution of Civil Engineers (Institución de Ingenieros Civiles). El 26 de abril, se celebró la primera reunión del British Engineering Standars Committee (Comité Británico de Ingeniería de Estandarización) y se redujeron el tamaño de las secciones estructurales de acero de 175 a 113.

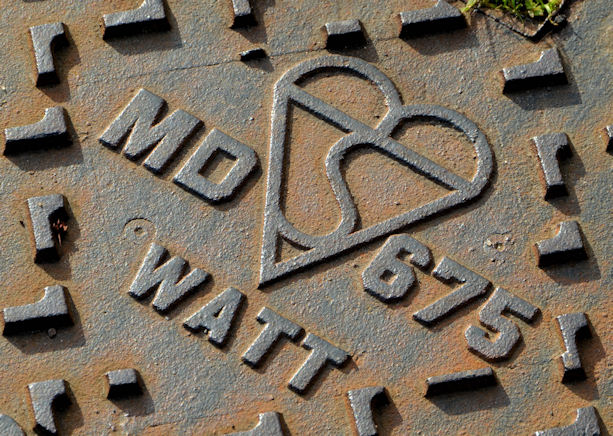
Kitemark de British Standards es un logo formado por una B girada, una V y en su interior una S.

En 1903, se creó la marca British Standards o BS (del inglés, Normas Británicas) para las diferentes normalizaciones y simplificaciones en la industria británica. El 12 de junio se registra la marca y el símbolo gráfico donde se juntan la letra B, S y una V (de verificación), llamada Kitemark, que identifica los productos que respetan las normas BS.
Posteriormente serían conocidas con el nombre comercial de Kitemark. En 1918, el Comité de Normas de Ingeniería paso a llamarse Asociación de Normas Británicas de Ingeniería.
Adoptó el nombre actual de British Standards Institution, tras recibir la aprobación por Royal Charter en 1929. 
En la Primera Guerra Mundial, diferentes partes del gobierno nacional y local usaban las British Standards (BS) como el Ministerio del Interior o el gobierno del condado de Londres. Durante los siguientes años se extendió su uso a gobiernos coloniales del Imperio Británico, Canadá, Australia o Nueva Zelanda. 
El 22 de abril de 1929, la Asociación de Normas Británicas de Ingeniería recibió una Carta Real. En 1931 recibió otra Carta Real complementaria en la que cambiaba su nombre, de manera definitiva, como British Standards Institution o BSI (Institución de Normas Británicas).
Según recoge la prestigiosa revista científica Nature, en 1938 el libro British Standard Specifications publicado por BSI y donde se detalla normativa para compartir estándares comunes en la industria, había vendido más de 150.000 copias.
Durante la Segunda Guerra Mundial, en 1942, el gobierno británico reconoció oficialmente a BSI como la única organización reconocida para dictar normas para todo el país.
En 1946 se celebró la primera conferencia sobre normas de la Commonwealth, que BSI organizó en Londres y que llevaría a establecer entre los participantes la Organización Internacional de Normalización (ISO) para normas internacionales.
En 1979, BSI publicó la primera norma de calidad internacional de sistemas de gestión, la norma BS 5750. En 1987, dicha norma fue sustituida por la norma ISO 9001, inspiradas en la BS 5750. 
En 1992, BSI publicó la primera norma internacional para sistemas de gestión medioambiental, la BS 7750, que sería la base de la norma internacional ISO 14001 publicada en 1996.
En 1995, BSI publicó una serie de recomendaciones para ayudar a empresas a administrar la seguridad de la información, con la normativa BS 7799-1, y una segunda revisión, BS 7799-2, en 1998. En el 2000, la ISO adopta la norma británica BS 7799-1 y publica la ISO 17799, y en 2005 publica el estándar ISO 27001.
BSI como BSI Americas, en 1991 abrió la primera oficina de América en Reston, y en 1995 la primera oficina de Asia en Hong Kong.
En 1998, tras una revisión del Royal Charter, BSI comenzó a diversificarse en otras áreas no tradicionales y absorber otras compañías relacionadas en otros países. De este modo se estableció su nombre comercial haciendo referencia a su presencia Internacional: BSI Group.

## BSI en España
BSI tiene presencia en España desde 1998, con centros de formación en Madrid, Barcelona, Valencia, Bilbao y Marbella. 

### Certificación
BSI España por ejemplo certifica en las siguientes normas:

#### Producción
- Calidad, ISO 9001
- Servicio de gestión TI, ISO/IEC 20000
- Automoción, ISO/TS 16949
- Aeroespacial, AS9100
- Telecomunicaciones, TL 9000
- Gas y petróleo, ISO 29001
- Satisfacción de cliente, ISO 10002

#### Sostenibilidad
- Medio ambiente, ISO 14001
- Verificación de memorias de sostenibilidad, GRI / AA 1000 AS
- Verificación de la huella de carbono, PAS 2050
- Responsabilidad social, SA 8000
- Desarrollo sostenible, BS 8900
- Eficiencia energética, EN 16001

#### Riesgo
- Seguridad laboral, OHSAS 18001
- Seguridad de la información, ISO/IEC 27001
- Continuidad de negocio, BS 25999
- Seguridad alimentaria, ISO 22000
- Productos médicos, ISO 13485